# Locunolé
 Locunolé  (en bretón Lokunole) es una población y comuna francesa, situada en la región de Bretaña, departamento de Finisterre, en el distrito de Quimper y cantón de Arzano.

## Demografía
| 1018 | 852 | 824 | 836 | 875 | 869 |
| Para los censos de 1962 a 1999 la población legal corresponde a la población sin duplicidades (Fuente: INSEE [Consultar]) |     |     |     |     |     |